# Nová Ves, Slovacia
Nová Ves este o comună slovacă, aflată în districtul Veľký Krtíš din regiunea Banská Bystrica. Localitatea se află la altitudinea de 164 m deasupra n.m., se întinde pe o suprafață de 8,5 km2 și în 2017 număra 408 locuitori.

## Istoric
Localitatea Nová Ves este atestată documentar din 1473.

## Demografie
| An:                | 1994 | 2004   | 2014    | 2024    |
| ------------------ | ---- | ------ | ------- | ------- |
| Număr de persoane: | 354  | 366    | 412     | 466     |
| Diferență:         |      | +3,38% | +12,56% | +13,10% |

| An:                | 2023 | 2024   |
| ------------------ | ---- | ------ |
| Număr de persoane: | 441  | 466    |
| Diferență:         |      | +5,66% |